# Активна катарза
Активна катарза је терапеутска процедура у којој клијент осликава сопствену анксиозност и ефекте подсвесног материјала кроз акције пре него кроз речи. Процедура се примарно користи у групној терапији.